# 印度薹草
印度薹草（学名：Carex indica）为莎草科薹草属的植物。分布于斐济、老挝、印度、泰国、所罗门群岛、马来西亚、柬埔寨、越南、缅甸、巴布亚新几内亚、新喀里多尼亚、菲律宾、澳大利亚以及中国大陆的贵州、广西等地，生长于海拔800米至900米的地区，见于山坡草地，目前尚未由人工引种栽培。
其种加词“indica”意为“印度的”。

## 异名
- Carex fuirenioides Gaudich.
- Carex fuirenioides var. gracilis Hosok.

## 变种
- 原变种 Carex indica var. indica
- Carex indica var. microcarpa T.Koyama